# Ultimatum (album d'ADX)
Albums de ADX
Immortel
(17 octobre 2011)
Ultimatum est le neuvième album studio du groupe de speed metal français ADX sorti en 2014.

## Revue de presse
- Hard Force estime qu'« Avec « Ultimatum », ADX se pose en défenseur d'une certaine idée du metal à la française[1]. »
- Pour spirit-of-metal, ADX apporte ici « une modeste contribution de leur part au patrimoine musical national[2]. »

## Liste des titres[3]
| No  | Titre               | Durée |
| --- | ------------------- | ----- |
| 1.  | Ultimatum           | 1:29  |
| 2.  | Commando suicide    | 5:04  |
| 3.  | Paracelse           | 4:12  |
| 4.  | Red Cap             | 7:11  |
| 5.  | Le Brave des braves | 4:37  |
| 6.  | 1572                | 5:01  |
| 7.  | Le Denier Carré     | 4:28  |
| 8.  | La Caresse du tyran | 4:18  |
| 9.  | Les Cœurs éteints   | 6:01  |
| 10. | Divine Menace       | 5:03  |
| 11. | King of Pain        | 4:26  |

Paroles et musique : ADX.
Remarque : La onzième piste est la version française du titre présent sur Weird Visions

## Artwork
L'artwork est l’œuvre de Stan-W. Decker. La pochette présente à nouveau une guillotine, comme sur l'album Exécution.

## Composition du groupe[3]
- Philippe "Phil"  - Chant.
- Pascal "Betov"  - Guitare.
- Didier "Dog" - Batterie.
- Bernard-Yves "B.Y." - Guitare et chœurs.
- Julien - Basse.

## Sources
1. 1 2  ADX "Ultimatum"
2. ↑  spirit-of-metal.com
3. 1 2  metal-archives
4. ↑  rockmadeinfrance